# Verbesina litoralis
Verbesina litoralis là một loài thực vật có hoa trong họ Cúc. Loài này được Alain miêu tả khoa học đầu tiên năm 1968.